# Chaenopsis schmitti
Chaenopsis schmitti е вид бодлоперка от семейство Chaenopsidae. Видът е уязвим и сериозно застрашен от изчезване.

## Разпространение и местообитание
Разпространен е в Еквадор.
Обитава крайбрежията и пясъчните дъна на океани, морета и рифове в райони с тропически климат. Среща се на дълбочина от 3 до 12 m, при температура на водата около 22,3 °C и соленост 34,6 ‰.

## Описание
На дължина достигат до 8 cm.